# Sandy Archibald
Alexander Archibald, noto come Sandy (Fife, 6 settembre 1897 – Fife, 29 novembre 1946), è stato un calciatore e allenatore di calcio scozzese, di ruolo centrocampista.

## Carriera
Dopo avere iniziato a lavorare in miniera, nel 1917 passa dal Raith Rovers al Rangers, squadra con la quale realizzerà il record di giocatore con più presenze in campionato di sempre.
Finita la carriera da calciatore torna al Raith Rovers, dove per oltre 5 anni sarà segretario e allenatore.

## Palmarès

### Club

#### Competizioni nazionali
- Campionato di Scozia: 13 (record)

Rangers: 1917-1918, 1919-1920, 1920-1921, 1922-1923, 1923-1924, 1924-1925, 1926-1927, 1927-1928, 1928-1929, 1929-1930, 1930-1931, 1932-1933, 1933-1934
- Scottish Cup: 3

Rangers: 1927-1928, 1929-1930, 1931-1932